# 長井元則
長井 元則（ながい もとのり）は、江戸時代前期の武士。毛利氏の家臣で、長州藩士。父は長井元房。妻は榎本就宣の娘。子に長井四郎。

## 生涯
長州藩士・長井元房の嫡男として生まれる。
寛永2年（1625年）4月27日に毛利輝元が死去すると、輝元に恩を受けた父・元房は同年6月2日に輝元に対する殉死として自害し、元則が家督を相続して、毛利秀就、綱広の二代に仕えた。
毛利綱広の代になって、元則は故あって暇を願い出たが、元則の父・元房が輝元に殉死した忠義の人物であったことから、綱広は許可しなかった。しかし、元則はその後も頻りに暇を願い出たため最終的には許可され、暇を与えられた元則は牢人となり、家族を連れて京都に上った。
京都に上った後に困窮した元則は、長州藩家老の福原広俊と毛利就信に書状を送り、一両年は銀子の援助をしてもらっているが、元則は毛利就信、福原広俊、繁沢就充、益田就固に恨みを抱き、幕府に対して俸禄強請の訴えを起こすため、延宝6年（1678年）に江戸に上った。元則の長男・四郎や異母兄・三浦勘解由は他家に仕えていたが、暇を願い出て、元則と共に行動した。
長州藩では赤川就直に命じて元則に長州藩への帰参を促しているが交渉はうまくいかず、それ以上放置できなくなった長州藩は江戸町奉行に届け出、高家の大沢尚親を通じて大老の酒井忠清に内意を伺った上で、延宝7年（1679年）5月17日に長州藩屋敷への出頭を命じられて参上した元則を捕縛したが、元則は不慮の腹痛を起こし、5月19日の夜に急死した。
一方、長州藩の留守居役・笠原頼一の申し出を受けた京都所司代の戸田忠昌と京都町奉行の前田直勝により、元則の妻、娘2人、息子の六郎と八郎、下女1人が京都において捕らえられた。その際に、元則の妻が槍、娘が薙刀、六郎が脇差、八郎が刀で応戦し、捕縛に来た同心衆と斬り合いになっている。捕縛された元則の妻子は5月23日に笠原頼一に引き渡されて長屋に留め置かれ、5月25日に誅殺された。元則の子で16歳の与二郎は下女と共に内藤茂右衛門に引き渡されて長門国萩に送られ、萩に到着した6月7日昼に直ちに野山獄に入れられている。
元則の嫡男である四郎は上総国長生郡本納村の蓮福寺に隠れたが重病となり、床に伏せていた9月13日に長州藩の討手によって殺害された。次男の政時（五郎）は9月14日に伊勢国四日市の河原村において切腹させられている。